# 한희정 (배우)
한희정(1971년 7월 30일 ~ )은 대한민국의 배우이다.

## 학력
- 한양대학교 연극영화학과

## 출연작

### 영화
- 《어린 의뢰인》 (2019년) - 아동복지관 역
- 《상류사회》 (2018년) - 의원 2 역
- 《하루》 (2017년) - 석훈 모 역
- 《사랑하기 때문에》 (2017년) - 산부여의사 역
- 《시간이탈자》 (2015년) - 현재 소매치기녀 역
- 《살인의뢰》 (2015년) - 현장검증 중년녀 역
- 《가시》 (2014년) - 가정부 역
- 《소녀》 (2013년) - 서울학교 담임 역
- 《더 웹툰: 예고살인》 (2013년) - 동네 여자 1 역

### 드라마
- 《위대한 쇼》 (2019년, tvN)
- 《여름아 부탁해》 (2019년, KBS1) - 이사온지 얼마 안된 여자 역
- 《역류》 (2017년, MBC) - 여주인 역
- 《미워도 사랑해》 (2017년, KBS1) - 석표 모 구애숙 역
- 《나쁜 녀석들 : 악의 도시》 (2017년, OCN) - 검찰청장비서 역
- 《청춘시대 2》 (2017년, JTBC) - 종열 모 (목소리) 역
- 《명불허전》 (2017년, tvN) - 하라도우미 역
- 《유일랍미》 (2015년, 드라마 H & TRENDY) - 김여사 역

### 연극
- 《잔치》
- 《맹진사댁 경사》
- 《파우스트》
- 《춘향아》
- 《십이야》
- 《혼수 없는 여자》
- 《태》
- 《체크메이트 흉터》